# カンネート・スッローリオ
カンネート・スッローリオ（伊: Canneto sull'Oglio）は、イタリア共和国ロンバルディア州マントヴァ県にある、人口約4,200人の基礎自治体（コムーネ）。

## 地理

### 位置・広がり

#### 隣接コムーネ
隣接するコムーネは以下の通り。括弧内のCRはクレモナ県所属を示す。
- アックアネグラ・スル・キエーゼ
- アーゾラ
- カルヴァトーネ (CR)
- カザルロマーノ
- イーゾラ・ドヴァレーゼ (CR)
- ピアーデナ・ドリッツォーナ (CR) (ドリッツォーナ (CR), ピアーデナ (CR))

### 気候分類・地震分類
気候分類では、zona E, 2389 GGに分類される。
また、イタリアの地震リスク階級 (it) では、zona 3 (sismicità bassa) に分類される。

## 行政

### 分離集落
カンネート・スッローリオには、以下の分離集落（フラツィオーネ）がある。
- Bizzolano, Runate, Carzaghetto

## 人物

### 著名な出身者
- エンリコ・タッツォーリ - 19世紀、イタリア統一運動における愛国者、神父